# Список армянских храмов по странам
Армя́нская апо́стольская це́рковь (арм. Հայաստանեայց Առաքելական Եկեղեցի [һайастаняйц арак’элака́н екэғэци́]; используется также и расширенный вариант — Հայ Առաքելական Ուղղափառ Եկեղեցի [һай арак’элака́н уғғапа́р екэғэци́] / Армянская Апостольская Православная Церковь; среди русскоязычных комментаторов распространено не используемое самой Армянской церковью некорректное название, введённое ещё в царской России — Армяно-григорианская церковь) — одна из древнейших христианских церквей, имеющая ряд существенных особенностей в догматике и обряде, отличающих её как от византийского православия, так и римского католицизма. Относится к группе Древневосточных православных церквей. Является древнейшей государственной христианской церковью в мире[уточнить]. В богослужении использует армянский обряд.
Армя́нская католи́ческая це́рковь (арм. Հայ Կաթողիկե Եկեղեցի) — одна из восточнокатолических церквей. Один из шести восточнокатолических патриархатов. По мнению её приверженцев церковь возникла в 1198 в Киликийской Армении в результате унии, заключённой между Римско-католической и Армянской апостольской церквами. В богослужении использует армянский обряд.
Армянская евангелистская церковь (арм. Հայ Ավետարանական Եկեղեցի) —- одна из армянских церквей, учреждённая в Константинополе в 1846 году.
Армяне-халкидонцы, также армяне-халкидониты (арм. Հայ քաղկեդոնացիներ) — армяне, верующие греко-православных или римо-католической церквей, то есть исповедующие богословие Халкидонского собора.
Армяне-протестанты
Взять на заметку:
- Сокращениям Св. (святой, святая) и Свв. (святые) в армянском соответствует сокращение Сб. (сурб). Одни и те же имена святых и христианские понятия в армянском и русском языках звучат по-разному, например:

| По-русски                    | По-армянски                                     |
| ---------------------------- | ----------------------------------------------- |
| Всеспаситель                 | Ամենափրկիչ (Аменапркич)                         |
| Святая Троица                | Սուրբ Երրորդություն (Сурб Еррордуцюн)           |
| Святой Крест                 | Սուրբ Խաչ (Сурб Хач)                            |
| Святая Богородица            | Սուրբ Աստվածածին (Сурб Аствацацин)              |
| Святой Иоанн Креститель      | Սուրբ Հովհաննես Մկրտիչ (Сурб Ованес Мкртич)     |
| Святой Фаддей                | Սուրբ Թադևոս (Сурб Тадеос)                      |
| Святой Варфоломей            | Սուրբ Բարդուղիմեոս (Сурб Бардухимеос)           |
| Святой Первомученик          | Սուրբ Նախավկա (Сурб Нахавка)                    |
| Святой Григорий Просветитель | Սուրբ Գրիգոր Լուսավորիչ (Сурб Григор Лусаворич) |
| Святые Переводчики (Библии)  | Սուրբ Թարգմանչաց (Сурб Таркманчац)              |
| Святой Сергий                | Սուրբ Սարգիս (Сурб Саркис)                      |
| Святой Георгий               | Սուրբ Գևորգ (Сурб Геворк)                       |
| Святой Николай               | Սուրբ Նիկողայոս (Сурб Никогайос)                |
| Святой Иаков (Яков)          | Սուրբ Հակոբ (Сурб Акоп)                         |
| Святой Павел                 | Սուրբ Պողոս (Сурб Погос)                        |
| Святой Пётр                  | Սուրբ Պետրոս (Сурб Петрос)                      |
| Святое Знамение              | Սուրբ Նշան (Сурб Ншан)                          |

- Если в названии церкви не указана её религиозная принадлежность, то она Апостольская. Например:
  - Сурб Хач, 1786—1792 гг., Ростов-на-Дону — апостольская
  - Церковь Баптистская Св. Иоанна, г. Ираклион — баптистская

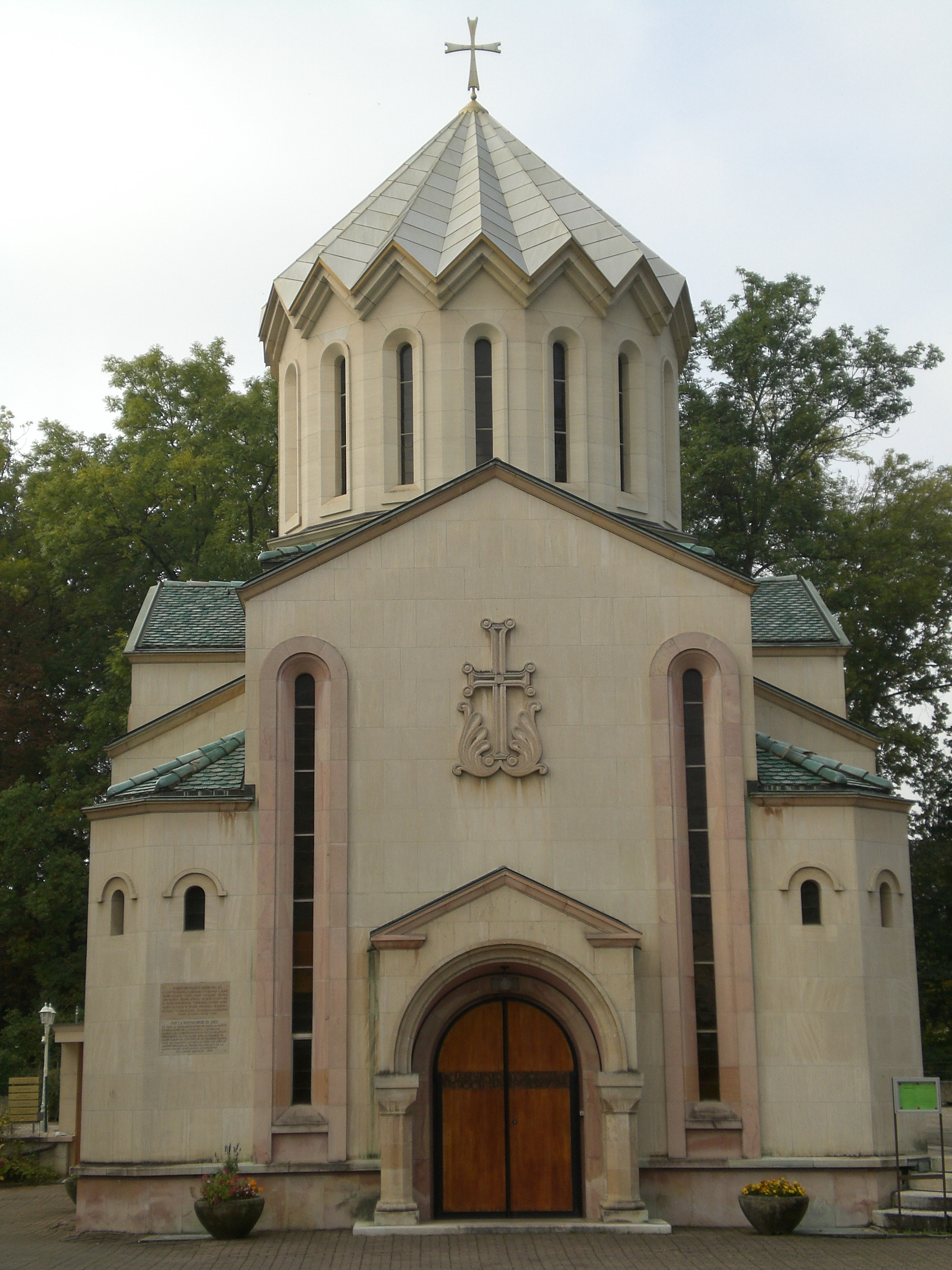
Церковь Святого Якова в Женеве

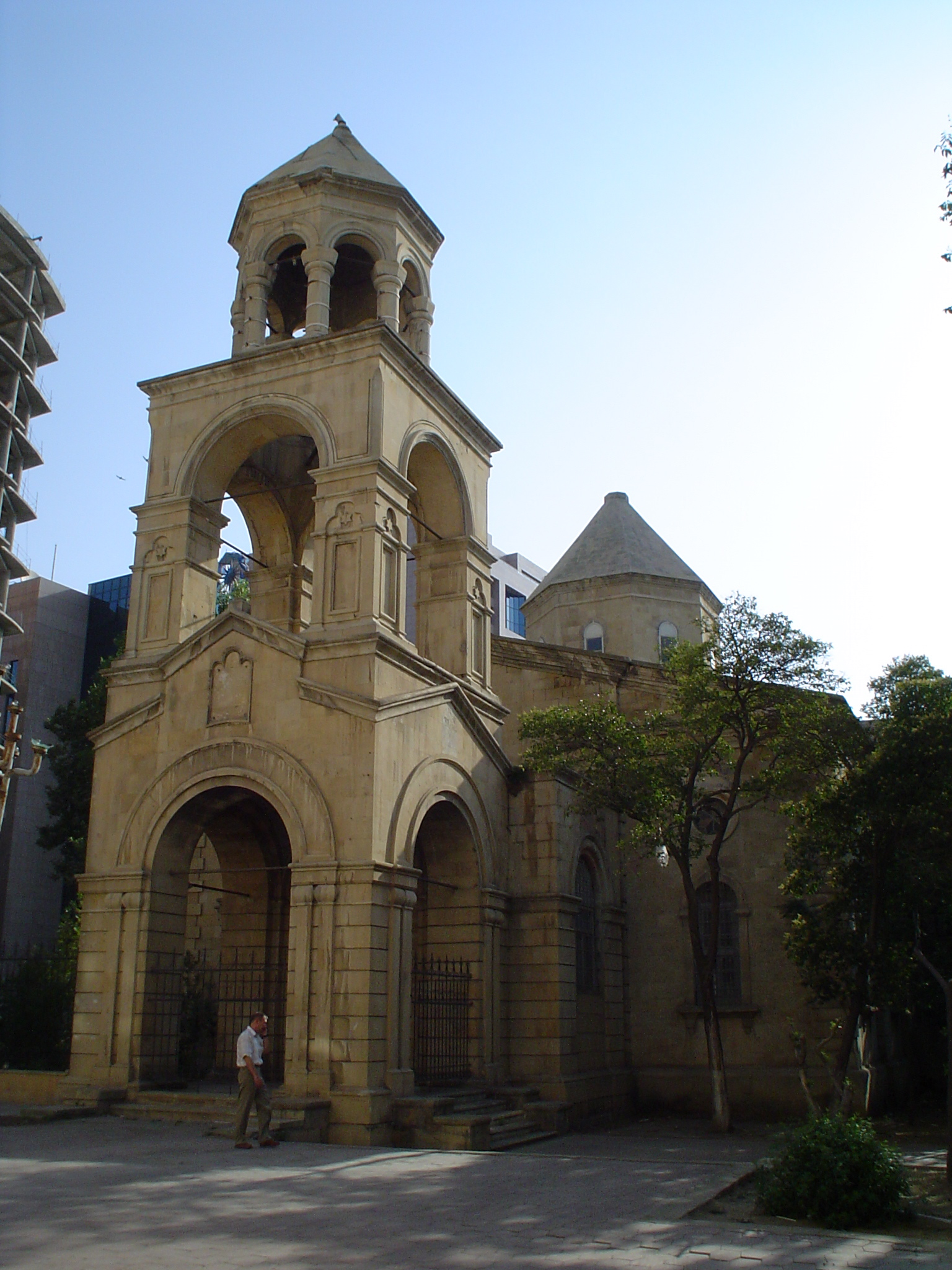
Церковь Святого Григория Просветителя в Баку

## Республика Абхазия[5]/Грузия[5]
- Часовня Святой Рипсиме, Гагра
- Церковь Святого Всеспасителья, Гагра[6]

## Австралия
- Церковь Святого Воскресения, г. Сидней[7]
- Церковь Пресвятой Богородицы, г. Мельбурн
- Церковь Евангелистская, г. Сидней
- Церковь Святой Мари, г. Мельбурн Сайт
- Церковь Католическая Свв. Иисуса и Марии, г. Мельбурн Сайт (недоступная ссылка — история, копия)

## Австрия
- Церковь Святой Рипсиме, Вена
- Церковь Святого Спасителья, Вена
- Католический монастырь мхитаристов, Вена

## Албания
- Церковь Св. Иоанна Крестителя, г. Шкодер
- Церковь Св. Креста, г. Шкодер

## Аргентина
- Церковь Католическая Св. Георгия, г. Винсенте-Лопес[англ.]
- Церковь Св. Иаков, г. Валентин-Алсина
- Церковь Св. Крест, г. Флорес
- Церковь Св. Георгия, г. Кородова

### Буэнос-Айрес
- Церковь Конгрегационалистская, г. Буэнос-Айрес
- Церковь Конгрегационалистская Евангелистская, г. Буэнос-Айрес
- Собор Св. Григори Просветителя, г. Буэнос-Айрес[8]
- Церковь Св. Григора Нарекаци, г. Буэнос-Айрес Сайт
- Католическая Еапархия, г. Буэнос-Айрес
- Собор Григора Нарекаци, г. Буэнос-Айрес
- Церковь Св. Погоса, г. Буэнос-Айрес

## Бангладеш
- Церковь Святого Воскресения, 1781[9][10][11][12][13][14][15][16] год, г. Дакка

## Беларусь
- Церковь Святого Григория Просветителя, г. Минск[17]

## Бельгия
- Церковь Св. Марии Магдалены, г. Брюссель, Kindermanstraat 1A 1050 Brussel tel.: 02-6479405
- Церковь Евангелическая, г. Брюссель, 15 Avenue de lies d’Or 1200 Quartier Woluve- St.-lambert-Bruxelles tel.: 02-7724452

## Болгария

### София
- Церковь Святой Богоматери, г. София[18]
- Церковь Святого Акоба, г. София
- Церковь Евангелическая, г. София

### Регионы
- Церковь Святого Георгия, г. Пловдив[19]
- Церковь Святого Саркиса, г. Варна
- Церковь Святого Креста, г. Бургас
- Церковь Святой Богородицы, г. Русе[20]
- Церковь Протестантская Святой Богородицы, г. Шумен
- Церковь Святого Степаноса, г. Сливен
- Церковь Святого Ованес, г. Добрич
- Церковь Святой Богородицы, г. Силистра

## Бразилия
- Бразильская епархия ААЦ, г. Сан-Паулу
- Собор Святого Георгия, г. Сан-Паулу
- Собор Святого Григория Просветителя, г. Сан-Паулу
- Евангелистская Армянская церковь, 1970 г., г. Феррас-ди-Васконселус
- Центральная Евангелистская Армянская церковь, 1927 г., г. Сан-Паулу
- Церковь, г. Визиньо

## Венесуэла
- Церковь Святого Григория Просветителя, Каракас

## Великобритания
- Церковь Св. Саркиса, Лондон
- Церковь Св. Егише, Лондон,
- Церковь Св. Троицы, Манчестер Сайт
- Церковь Евангелистская, г. Лондон

## Венгрия
- Церковь Католическая, г. Будапешт

## Германия
- Церковь Святой Саак Месроп, Кёльн
- Церковь Святой Воскресения, Галле
- Церковь, Гёттинген
- Церковь, Амесдорф

Армяне Рейна

## Греция
- Церковь Св. Карапета, греч. Άγιος Ιωάννης,арм.Կարապետ г. Александруполис

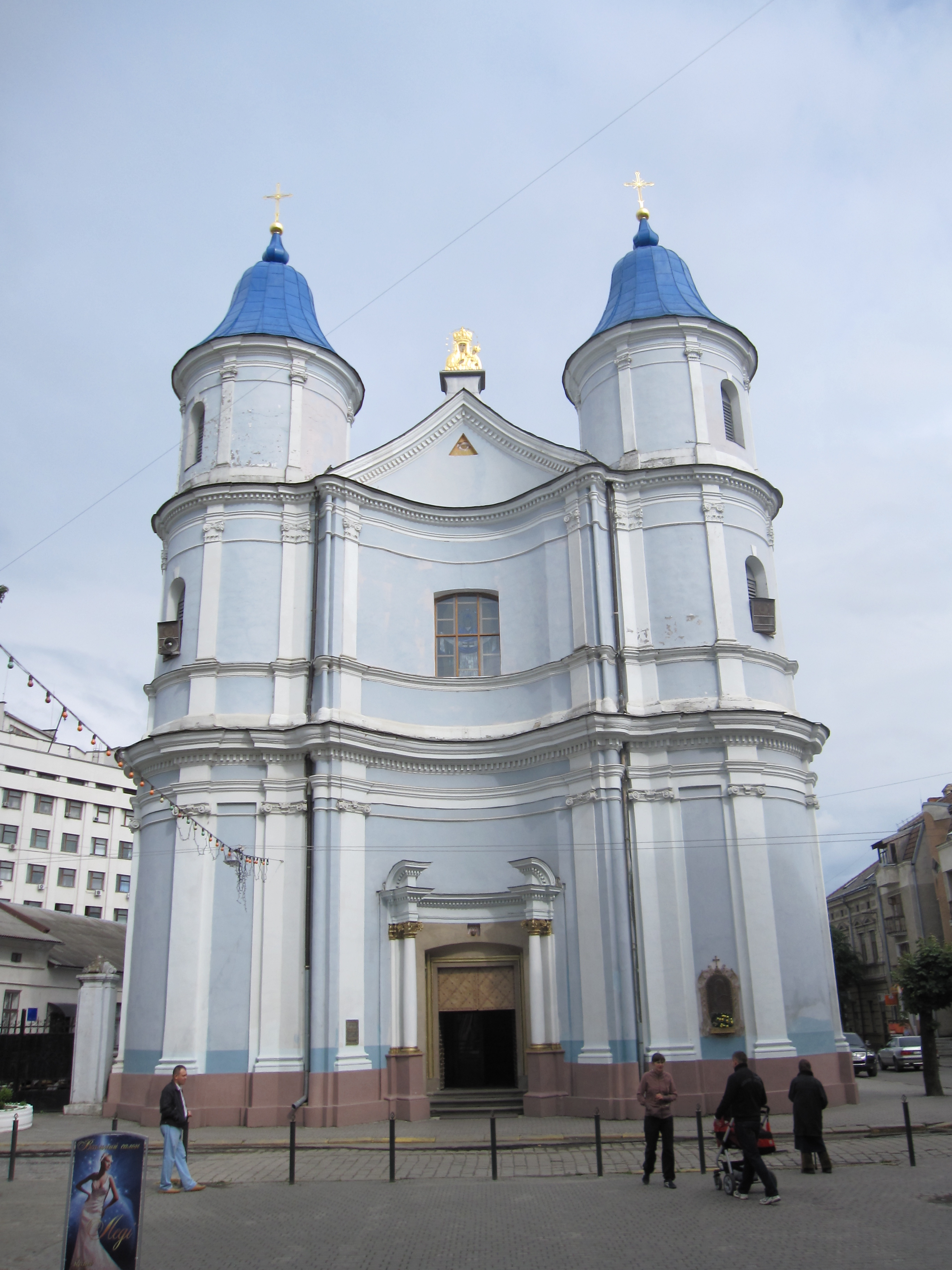

- Церковь Св. Григория Просветителя, г. Афины
- Церковь Св. Иакова, с. Коккиния (пригород г. Пирей)
- Собор Св. Григория Просветителя, г. Афины
- Монастырь им. Св. Григория Просветителя, г .Афины
- Церковь Евангелистская, г. Афины
- Церковь Евангелистская (2), г. Афины
- Церковь Св. Карапет, г. Афины Сайт
- Церковь Евангелистская, г. Пирей
- Церковь Младенца Иисуса, г. Пирей
- Церковь Баптистская Св. Иоанна, г. Ираклион

## Египет
- Церковь Сурб Григор Лусаворич[21], г. Каир
- Армянский Католический Патриархат, г. Каир
- Церковь Католическая Святой Терезы, г. Каир
- Церковь Евангелистская, г. Александрия
- Церковь Сурб Погос, г. Александрия
- Армянский патриархат, г. Александрия

## Израиль
- Храм Гроба Господня, г. Иерусалим
- Церковь Рождества, г. Вифлеем — армянская, греческая, католическая.
- Гробница Богородицы, г. Иерусалим — армянская, греческая, сиро-яковитская, коптская
- Армянская Братия, Площадь Мангер, г. Вифлеем
- Армянский Патриархат Иерусалима
- Церковь Гроба Господня, г. Иерусалим — армянская, греческая, католическая.
- Церковь Св. Якова, г. Иерусалим
- Монастырь Св. Григория, г. Рамле. Церковь была ограблена 10 июля 2008 года.[22]
- Церковь Св. Николая, г. Яффа
- Церковь Св. Ильи, г. Хайфа

## Индия
- Церковь Святого Григория Просветителя, г. Колката (Калькутта)
- Церковь Святого Назарета, г .Колката (Калькутта)
- Церковь Святого Петра, г. Мумбай (Бомбей)
- Церковь Пресвятой Богородицы, г. Ченнай (Мадрас)
- Церковь Святой Марии (Сурб Мариам), XVIII век , Сайдабад, построенная в 1758 году купцом Ходжой Петросом.
- Сурб Ованес, 1695, Чинсура[23]

## Иордания
- Церковь Святого Фаддея, г. Амман
- Церковь Святого Карапета, берег реки Иордании
- Армянский Католический приход, г. Амман

## Ирак
- Церковь Святого Григория Просветителя, г. Багдад
- Ещё 4 церкви в Багдаде и 3 в других городах

## Испания
- Церковь Святого Георгия (Геворга), Калонже
- Католическая церковь Святого Иисуса, г. Кадис
- Апостольская Церковь, г. Малага

## Италия
- Церковь Св. Креста, г. Венеция
- Мхитаристы, армянско-католическая церковная конгрегация, остров Св. Лазаря, г. Венеция
- Церковь Св. Варфоломея, г. Генуя
- Церковь Свв. Сорока Мучеников, г. Милан
- Церковь Св. Григория, г. Неаполь

Церковь была основана вскоре после указа в восьмом веке, причиной стало то, что ряду религиозных орденов пришлось бежать из Византийской империи и искать убежища в других странах. Церковь, посвящённая Григорию, епископу Армении (257—332), основана в Неаполе на месте старого римского храма Цереры. В 1025 он был объединен с двумя другими смежными часовнями в единый комплекс. Монастырь все ещё функционирует, сохранив свои высокие стены и впечатляющий внутренний двор.
- Церковь Католическая Св. Власа, г. Рим
- Церковь Католическая Св. Николая, г. Рим

## Казахстан
- Церковь Святого Карапета, 2006 г., г. Алма-Ата
- Армянская часовня, 1880-е годы, г. Форт-Шевченко

## Канада
- Церковь Св. Вартана, г. Ванкувер
- Собор Св. Григория Просветителя, г. Монреаль
- Церковь Св. Марии, Норт-Йорк, г. Онтарио
- Церковь Св. Григория Просветителя, Сент Кэтрин, г. Онтарио
- Церковь Св. Марии, г. Торонто

## Республика Кипр
- Церковь Святого Степаноса, 1909 г., г. Ларнака
- Церковь Святого Георгия, Лимасол

### Никосия
- Церковь Святой Богородицы[24] и Армянское Прелатство.
- Часовня Святого Всеспасителя, Никосия (находится в доме отдыха для пожилых людей им. Каладжяна)
- Часовня Святого Погоса (Павла), Никосия (недействующая, находится на старом армянской кладбище в центре города)
- Часовня Святого Воскресения (недействующая, находится на старом армянской кладбище в районе Ayios Pavlos)

## Кыргызстан
- Монастырь армянских братьев, VIII—XIII века, близ о. Иссык-Куль (где по преданию захоронены мощи апостола Матфея)

## Кувейт
- Церковь Святого Григория Просветителя, Эль-Кувейт

## Латвия
- Церковь Св. Григория Просветителя, г. Рига

## Ливан

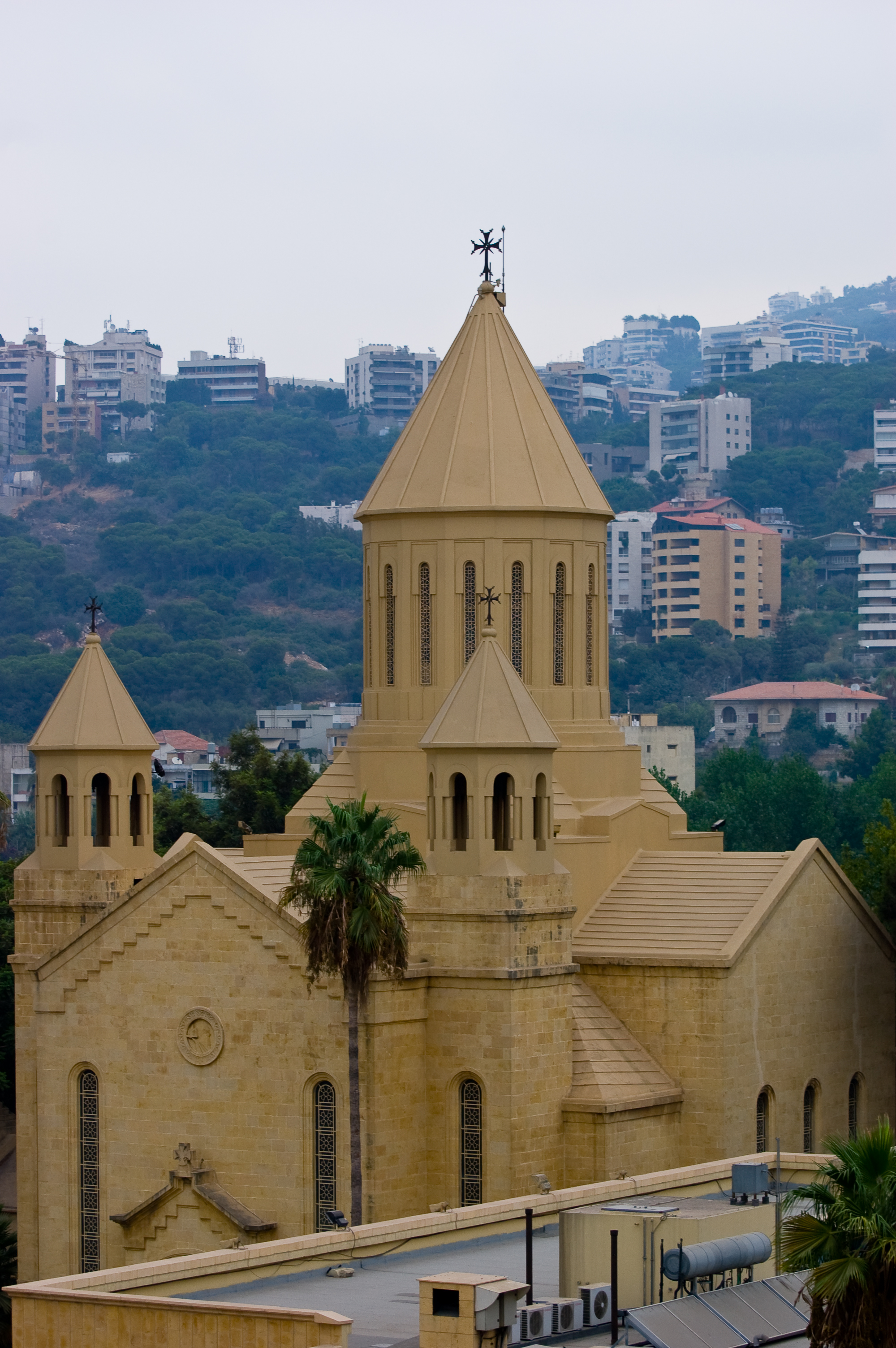
Собор Святого Григория Просветителя в Антелиасе (Ливан) — местонахождение престола Киликийского католикосата Армянской апостольской церкви — Арама I

- Собор Святого Григория Просветителя, Антелиас
- Церковь Св. Павла, Айнджар.

## Литва
- Церковь Св. Вардана, Вильнюс

## Мальта
- Церковь (строится) г. Валетта

## Молдова
- Церковь Святого Григория Просветителя, г. Бельцы
- Церковь Св. Богородицы, 1803 год, г. Кишинёв

## Мьянма
- Церковь Св. Иоанна Крестителя, г. Янгон

## Нидерланды
- Церковь Сурб Грикор Лусаворич (Св. Григория Просветителя), г. Алмело
- Церковь Св. Духа, г. Амстердам, Kromboomsloot 22, 1011
- Церковь Сурб Карапет[25], г. Маастрихт

## ОАЭ
- Церковь Св. Григория Просветителя, Шарджа
- Церковь (строится), Абу-Даби[26]
- Церковь, Дубай

## Польша
- Церковь Католическая Са. Троицы, г. Гливице
- Церковь, г. Замосць
- Gloriosissimae Assumptionis Beatae Virginis Mariae (Zamosc)

## Румыния
- Церковь Св. Марии Чудотворной, г. Бухарест
- Церковь Св. Марии Богородицы, г. Роман
- Церковь Св. Воскресенья, г. Сучава
- Церковь Святой Богородицы[рум.], Яссы, 1395 год
- Церковь Католическая (большая), г. Герла (Арменополис)
- Церковь Католическая (малая), г. Герла (Арменополис)
- Церковь Католическая, г. Думбравени
- Церковь Католическая, г. Георгени (Гергиосцентмиклос)
- Церковь Католическая, коммуна Фрумоаса[англ.]
- Монастырь Агигадар (Монастырь желаний), г. Сучава

там же: Церковь Св. Креста и Монастырь Замка
- Церковь Св. Богородиц, г. Констанца
- Церковь Св. Троицы, г. Ботошани
- Церковь Св. Богоматери, г. Ботошани

## Свазиленд
- Церковь Святого Воскресения, г. Мбабане

## Сингапур
- Церковь Святого Григория Просветителя, 1835, г. Сингапур

## Сирия
- Церковь Сорока Мучеников — Алеппо
- Церковь Пресв. Богородицы, г. Алеппо
- Церковь Св. Георгия, г. Алеппо
- Церковь Св. Григория Просветителя, г .Алеппо
- Церковь, г. Дейр-эз-Зор
- Церковь Пресв. Богородицы, Кала-Дуран, г. Кессаб
- Церковь Пресв. Богородицы, г. Латакия
- Церковь Святого Саркиса, г. Дамаск

## Судан
- Церковь Св. Григория Просветителя, г. Хартум

## США
- Собор Святого Вардана (Нью-Йорк)
- Собор Святого Саркиса (Детройт)
- by state
- Церковь Св. Григория (Сан-Франциско)http://stgregorysf.org/
- Сурб Арутюн (Орландо)
- Сурб Акоп (Тампа)

## Туркменистан
На ноябрь 2012 года на всей территории Туркменистана сохранилась лишь одна церковь в городе Туркменбаши, которая датируется 1903 годом, ныне не действует и нуждается в капитальной реконструкции

## Турецкая Республика Северного Кипра[28]/Кипр[28]
- Церковь Святой Богородицы и Армянское Прелатство, Меликян-Узунян начальная школа (находится в северной части города, контролируемой турками)[29]
- Монастырь Святого Макария (Макараванк)[29] (Located in the Kyrenia Mountain Range, with more than 9000 donums of orchards and fields)
- Монастырь Канчвор Святой Богородицы, Фамагуста[29]

Источник

## Узбекистан
- Церковь Св. Богородицы, 1903 г., г. Самарканд
- Церковь Святого Филиппа, Ташкент

## Украина
- Церковь Сурб Хач (Св. Крест), Макеевка, Донецкая обл. Построена 1998 году.

- Церковь Св. Григория Просветителя, Днепр
- Церковь Сурб Аствацацин (Успения Пресвятой Богородицы), Белгород-Днестровский[30]
- В 2012 году начало строительства церкви в Донецке[31]
- Церковь Сурб Никогайос, Евпатория[32]
- в Запорожье строится армянская церковь
- Церковь Сурб Геворг, Измаил. Построена в 1836 году. Снесена в середине 60-х годов века[33]
- Церковь Сурб Никогайос, Каменец-Подольский. В настоящее время храм украинской православной церкви
- Церковь Святого Степаноса, Каменец-Подольский. Построена в 1633 году, разрушена в период турецкого владычества с 1672 по 1699 год
- Колокольня Сурб Степанос, Каменец-Подольский. С 2009 года колокольня захвачена Украинской Православной Церковью Киевского Патриархата
- Начало строительства церкви в 2007 году. Луганск[34]
- Церковь, Луцк. Утрачена (перестроена в жилой дом в 1950-х годах)
- Армянский Католический кафедральный собор (до 1917 года) Львов
- Армянский кафедральный собор Сурб Аствацацин (с 2000 года) Львов
- Монастырь армянских бенедиктинок (Львов)
- Церковь Сурб Геворг, Николаев[35]
- Церковь Сурб Григор Лусаворич, Одесса[36]
- Церковь, Севастополь. Начало строительства 2012 год[37]
- Монастырь Сурб Хач, середина XIV века, г. Старый Крым[38]
- Церковь Архангелов Микаэл ев Габриэл, Феодосия[39]
- Церковь Сурб Арутюн, 2004 год, Харьков
- Церковь Сурб Петрос и Сурб Погос[40][41], Черновцы
- Церковь Сурб Рипсиме, Ялта[42][43]. Ялтинскую армянскую церковь можно увидеть в кинокартинах «Праздник Святого Йоргена», «Овод», «Три толстяка», «Щит и меч» и других. Перед южным фасадом здания с левой стороны от арки есть скромная могильная плита. Рядом, на стене, мемориальная доска: «Здесь похоронен Вардгес Яковлевич Суренянц (1860—1921) — известный армянский живописец, график и театральный художник, украсивший это здание внутри росписью». Отец В.Суренянца был священником в Симферополе. Они много путешествовали по Крыму, часто бывали в Феодосии у своего дальнего родственника, знаменитого мариниста Ивана Айвазовского.

Ныне вне армянской юрисдикции:
- Монастырь армянских василианок

## Уругвай
- Церковь Братства, г. Монтевидео
- Церковь Евангелистская, г. Монтевидео
- Церковь Св. Нерсеса IV, г. Монтевидео
- Церковь, г. Монтевидео
- Catedral Ntra. Sra. de Bzommar and Exarcado Apostolico Armenio Para America Latina, г. Монтевидео

## Франция
- Церковь Св. Григория Просветителя, Арнувилль-ле-Гонесс.
- Часовня Св. Креста, Арнувилль-ле-Гонесс.
- Церковь Св. Павла и Св. Петра, Альфортвиль.
- Церковь Св. Григория Просветителя, Бомон.
- Церковь Св. Саака, Валенс-сюр-Рон.
- Церковь Св. Йакова, Лион.
- Церковь Свв. Саака и Месропа, Марсель. (6, boulevard Charles Zeytountzian — Saint-Jérôme — 13013 Marseille)
- Церковь Св. Фадея и Варфоломея, Марсель.
- Церковь Пресв. Богородицы, Ницца.
- Кафедральный Собор Св. Иоанна Крестителя, Елисеевские Поля, Париж.
- Церковь Пресв. Богородицы, Париж.
- Церковь Свв. Фаддея и Бартоломея, Сент-Антуан.
- Церковь Свв. Саака и Месропа, Сент-Жером.
- Церковь Пресв. Богородицы, Сент-Маргарет.
- Церковь Свв. Льва и Георгия, Сент-Маргарет.
- Церковь, Сент-Этьен.
- Церковь Св. Григория Просветителя, Шавиль.

## Чехия
- Церковь Святого Григория Просветителя, Прага
- Церковь Святого Духа, Прага
- Церковь Святого Духа, Йиглава

## Швеция
- Церковь, г. Стокгольм
- Церковь, г. Уппсала, c/o Oscar Arpisv. 20 756 50 Uppsala- Sweden

## Швейцария
- Церковь Святого Якова, г. Женева

## Эстония
- Церковь Святого Георгия, г. Таллин. Освящена в 1993 г.

## Эфиопия
- Церковь Святого Георгия, Аддис-Абеба.

## Южная Осетия[44]/Грузия[44]
- Церковь Рождества Пресвятой Богородицы,[45] 1718 год, Цхинвал(и)